# Reporter Blues
Reporter Blues (Reporter Blues en italiano y レポーターブルース, transl. Repōtā Burūsu en japonés) es una serie de anime italojaponesa de 1991 producido por Marco y Gi Pagot y dirigido por Kenji Kodama.
La serie está compuesta por 52 episodios divididos en dos temporadas (la primera de las cuales se dobló al español de España en Sevilla, y la segunda en Bilbao) y fue coproducida por la cadena italiana RAI y TMS Entertainment. En España fue emitida en La 2, en Canal Sur, en Canal 2 Andalucía y en Minimax mientras que en Cataluña fue emitida en TV3.

## Argumento
La serie está ambientada en el París de los años 20. Tony es una reportera que entra a trabajar en el diario La voix de Paris con el objetivo de ser una periodista conocida a nivel internacional. Cuando le asignan a Alain, un joven fotógrafo del que no tarda en enamorase. No obstante, el trabajo no les será tan fácil cuando al ir tras la noticia, siguen a Madame Lapen: una mujer millonaria de clase social alta, pero de la que sospechan, pueda ser responsable de varios crímenes relacionados con robos. 
Por otro lado, la joven tiene un hobby, ya que por la noche toca el saxofón en un café de la ciudad.

## Reparto
- Laura Bocannera y Francesca Fiorentini es Antoinette Dubois "Tony".
- Oreste Baldini es Alain.
- Ettori Conti es Gustavo.
- Luciano Marchitiello es Sagata.
- Renato Montanari es Director de La voix de Paris.
- Paila Pavese es Madame Lapen.

## Episodios
1. Al llegar a París
2. El día de la Bastilla
3. Carrera inesperada
4. Un caso misterioso
5. Madame Lapen declara la guerra
6. Una bomba en la torre Eiffel
7. La venganza de Philipon
8. El silencio de María Antonieta
9. La huida de Shimba
10. Un avión para Toni
11. París aguarda
12. El vuelo de Alain
13. El fantasma de la ópera
14. Los robos de los cuadros
15. El viaje
16. A bordo del Normandía
17. El circo de Búfalo Bill
18. El misterio del Louvre
19. El secuestro del gato
20. El niño perdido
21. Robo en el concierto
22. El rival de madame Lapen
23. El impostor
24. Philipon envía un SOS
25. El asunto del petróleo
26. El show del gato
27. El sobrino de Bricolaje
28. El banquero galanteador
29. El caballo secuestrado
30. Un sello llamado Napoleón Rousse
31. La subasta de la caridad
32. La regata
33. Los músicos
34. La prueba de esquíes
35. El anillo de imitación
36. La miniatura
37. El bonsái
38. El coche del futuro
39. La herencia de América
40. La bala de oro
41. El piloto femenino
42. El testamento
43. Tour de París. Carrera ciclista
44. La historia de cierto vestido
45. Jim el encantador
46. La carrera de motos
47. La escuela de ballet
48. Falsificación de obras maestras
49. Fuego en los grandes almacenes
50. El campeonato de pequineses
51. Escapada en el Orient Express
52. Jim y la ardilla